# Крістін Люсдаль
Крістін Люсдаль (норв. Kristin Lysdahl) — норвезька гірськолижниця, олімпійська медалістка, чемпіонка світу.  
Бронзову олімпійську медаль Люсдаль виборола на Пхьончханській олімпіаді 2018 року в командних змаганнях з паралельного слалому.
Чемпіонкою світу Люсдаль стала на світовій першості 2021 року, що проходила в італійській Кортіні-д'Ампеццо, в командних змаганнях.

## Зовнішні посилання
Досьє на сайті FIS [Архівовано 13 листопада 2017 у Wayback Machine.]

## Виноски
1. ↑  https://www.teamnor.no/profiler/alpint/kristin-anna-lysdahl/
2. ↑  Mixed team results